# Copa Iberoamericana 1994

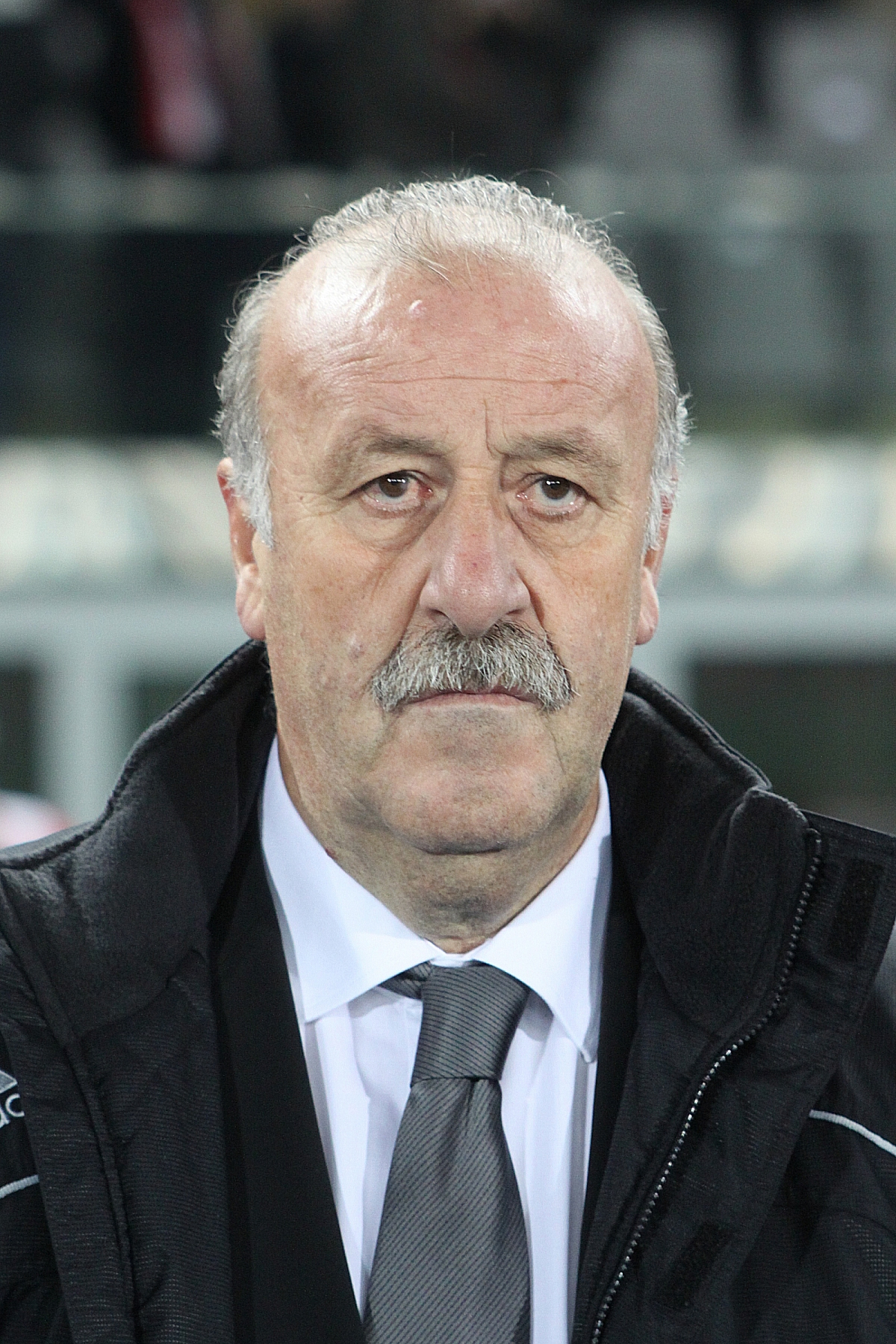
Vicente del Bosque, entrenador campeón de la Copa Iberoamericana 1994.

La Copa Iberoamericana 1994 —conocida como Copa Iberia por motivos de patrocinio— fue un torneo internacional oficial de fútbol disputado en 1994 y organizado en conjunto por la Confederación Sudamericana de Fútbol (CONMEBOL) y la Real Federación Española de Fútbol (RFEF). Auspiciado por la aerolínea española Iberia tuvo un precedente en 1964 y 1965 no reconocidos calificados como Copa Confraternidad Iberoamericana, motivo por el cual son erróneamente señaladas como otras ediciones del torneo ya que no son reconocidas oficialmente por los estamentos. Programado para ser disputado anualmente, esta fue sin embargo la única edición que se disputó.
Pese a ser considerada oficial por los citados estamentos organizadores RFEF y CONMEBOL, su homóloga UEFA de la que depende la RFEF no la incluye entre sus competiciones interconfederativas a diferencia de la Copa Intercontinental, al no ser ella organizadora. Circunstancia que no le quita oficialidad al igual que a otras competencias internacionales no organizadas por la UEFA como la Copa Latina, la Copa Mitropa o la Copa de Ferias por citar algunas, todas ellas no organizadas por el estamento europeo pero sí reconocidas ya que según la Federación Internacional de Fútbol Asociación (FIFA) “Corresponde a los propios clubes organizar sus competiciones” con autorización expresa en este caso de dos organismos competentes, uno confederativo y otro nacional.

## Desarrollo

### Bases y participantes
Por acuerdo suscrito entre la Confederación Sudamericana de Fútbol y la Real Federación Española de Fútbol —entonces presididas por Nicolás Leoz y Ángel María Villar respectivamente—, el 4 de julio de 1993 en Ecuador durante la disputa de la Copa América se tomaron los siguientes acuerdos:

BASES
1.º “Estrechar los vínculos de hermandad que unen a Sudamérica con España, intercediendo ante sus representados para acceder a un mejor intercambio en cuanto a difusión, conocimientos técnicos y competencias que conlleven a un desarrollo del deporte armónico y acorde con las necesidades de ambas partes.

2.º Atento a lo estipulado en el punto 1º, promover una competencia anual entre los ganadores de la Copa de Oro Sudamericana y la Copa del Rey de la Real Federación Española de Fútbol.

3.º Propiciar que esta competencia tenga efecto permanente y se dispute con regularidad.

4.º Las partes convendrán la reglamentación de esta competencia, y harán las gestiones necesarias para jugar la primera edición durante 1993 entre el Real Madrid CF, último campeón de España, y el ganador de la Copa de Oro “Dr. Nicolás Leoz” (CA Boca Juniors) que se disputará en Sudamérica durante el presente mes de julio.

5.º Además, se disputará cada dos años la Copa de la Hispanidad, entre la Selección Española de Fútbol y el ganador de la Copa América.

6.º La forma de disputa, su reglamentación y las condiciones económicas serán convenidas por acuerdo de las partes durante el presente mes de julio.”
Nicolás Leoz y Ángel María Villar. Guayaquil. 4 de julio de 1993.

## Final
El primer partido se disputó en el Estadio Santiago Bernabéu el 19 de mayo de 1994 y finalizó con victoria xeneixe por 2-1 en el que era el primer enfrentamiento oficial entre ambos conjuntos y la primera vez que el Club Atlético Boca Juniors disputaba en dicho estadio. Fue también la primera vez que ambos conjuntos jugaban la final de un torneo internacional.
El segundo partido y decisivo de la final se jugó el 25 de mayo en el Estadio Camilo Cichero —más conocido como «La Bombonera»— en donde el club argentino venció por 2-1, siendo también la primera visita de los españoles a dicho estadio. El gol español, obra de Luis Milla resultó decisivo ya que de no haberlo logrado el valor del gol en campo rival hubiese desempatado el global 3-3 en favor del C. A. Boca Juniors. Dicho gol por tanto dejó el marcador global en 4-1 favorable al Clu Atletico Boca Juniors y se consagró campeón del certamen, junto con el Santos Futebol Clube de Brasil y el Club Olimpia de Paraguay (en la Copa Libertadores de 1963 y 1979 respectivamente).
Ambos partidos, fueron televisados por Canal 13 y por Televisión Española.
|                   | 1 -4 |                    |
| Real Madrid C. F. | 1 -4 | C. A. Boca Juniors |
| 3 1               |      | 1 2                |
| ----------------- | ---- | ------------------ |

### Ida
| 1     | POR   | Paco Buyo             |     |
| 3     | DEF   | Mikel Lasa            | 75' |
| 4     | DEF   | Rafael Alkorta        |     |
| 6     | DEF   | Fernando Hierro       |     |
| 2     | DEF   | Jesús Velasco         |     |
| 8     | MED   | Míchel González       |     |
| 5     | MED   | Luis Milla            |     |
| 10    | MED   | Robert Prosinečki     | 46' |
| 11    | MED   | Rafael Martín Vázquez |     |
| 7     | DEL   | Dani García           | 67' |
| 9     | DEL   | Iván Zamorano         |     |
| D. T. | D. T. | Vicente del Bosque    |     |

| 1     | POR   | Fernando Navarro Montoya |     |
| 3     | DEF   | Carlos Mac Allister      |     |
| 4     | DEF   | Diego Soñora             |     |
| 6     | DEF   | Carlos Moya              |     |
| 2     | DEF   | Juan Simón               |     |
| 10    | MED   | Alberto Márcico          |     |
| 5     | MED   | Raúl Peralta             |     |
| 8     | MED   | Julio Saldaña            |     |
| 11    | DEL   | Ivo Basay                | 70' |
| 9     | DEL   | Rubén Da Silva           | 58' |
| 7     | DEL   | Sergio Martínez          | 3'  |
| D. T. | D. T. | César Luis Menotti       |     |

| 15 | DEL | Sandro Sierra     | 46' |
| 17 | DEL | José Luis Morales | 67' |
| 14 | DEF | Nando Muñoz       | 75' |

| 12 | POR | Esteban Pogany | 3'  |
| 15 | DEL | Luis Carranza  | 58' |
| 16 | MED | Carlos Tapia   | 70' |

| 35' · 70' · 79' | Fernando Hierro José Luis Morales | 1:0 2:0 3:0 |

| 3:1 | Carlos Mac Allister | 85' |

| 34' | Carlos Mac Allister |

| 3' | Fernando Navarro Montoya |

| Principal | Piero Ceccarini |

| 1     | POR   | Paco Buyo             |     |
| 3     | DEF   | Mikel Lasa            | 75' |
| 4     | DEF   | Rafael Alkorta        |     |
| 6     | DEF   | Fernando Hierro       |     |
| 2     | DEF   | Jesús Velasco         |     |
| 8     | MED   | Míchel González       |     |
| 5     | MED   | Luis Milla            |     |
| 10    | MED   | Robert Prosinečki     | 46' |
| 11    | MED   | Rafael Martín Vázquez |     |
| 7     | DEL   | Dani García           | 67' |
| 9     | DEL   | Iván Zamorano         |     |
| D. T. | D. T. | Vicente del Bosque    |     |

| 1     | POR   | Fernando Navarro Montoya |     |
| 3     | DEF   | Carlos Mac Allister      |     |
| 4     | DEF   | Diego Soñora             |     |
| 6     | DEF   | Carlos Moya              |     |
| 2     | DEF   | Juan Simón               |     |
| 10    | MED   | Alberto Márcico          |     |
| 5     | MED   | Raúl Peralta             |     |
| 8     | MED   | Julio Saldaña            |     |
| 11    | DEL   | Ivo Basay                | 70' |
| 9     | DEL   | Rubén Da Silva           | 58' |
| 7     | DEL   | Sergio Martínez          | 3'  |
| D. T. | D. T. | César Luis Menotti       |     |

| 15 | DEL | Sandro Sierra     | 46' |
| 17 | DEL | José Luis Morales | 67' |
| 14 | DEF | Nando Muñoz       | 75' |

| 12 | POR | Esteban Pogany | 3'  |
| 15 | DEL | Luis Carranza  | 58' |
| 16 | MED | Carlos Tapia   | 70' |

| 35' · 70' · 79' | Fernando Hierro José Luis Morales | 1:0 2:0 3:0 |

| 3:1 | Carlos Mac Allister | 85' |

| 34' | Carlos Mac Allister |

| 3' | Fernando Navarro Montoya |

| Principal | Piero Ceccarini |

| 1     | POR   | Paco Buyo             |     |
| 3     | DEF   | Mikel Lasa            | 75' |
| 4     | DEF   | Rafael Alkorta        |     |
| 6     | DEF   | Fernando Hierro       |     |
| 2     | DEF   | Jesús Velasco         |     |
| 8     | MED   | Míchel González       |     |
| 5     | MED   | Luis Milla            |     |
| 10    | MED   | Robert Prosinečki     | 46' |
| 11    | MED   | Rafael Martín Vázquez |     |
| 7     | DEL   | Dani García           | 67' |
| 9     | DEL   | Iván Zamorano         |     |
| D. T. | D. T. | Vicente del Bosque    |     |

| 1     | POR   | Fernando Navarro Montoya |     |
| 3     | DEF   | Carlos Mac Allister      |     |
| 4     | DEF   | Diego Soñora             |     |
| 6     | DEF   | Carlos Moya              |     |
| 2     | DEF   | Juan Simón               |     |
| 10    | MED   | Alberto Márcico          |     |
| 5     | MED   | Raúl Peralta             |     |
| 8     | MED   | Julio Saldaña            |     |
| 11    | DEL   | Ivo Basay                | 70' |
| 9     | DEL   | Rubén Da Silva           | 58' |
| 7     | DEL   | Sergio Martínez          | 3'  |
| D. T. | D. T. | César Luis Menotti       |     |

| 15 | DEL | Sandro Sierra     | 46' |
| 17 | DEL | José Luis Morales | 67' |
| 14 | DEF | Nando Muñoz       | 75' |

| 12 | POR | Esteban Pogany | 3'  |
| 15 | DEL | Luis Carranza  | 58' |
| 16 | MED | Carlos Tapia   | 70' |

| 35' · 70' · 79' | Fernando Hierro José Luis Morales | 1:0 2:0 3:0 |

| 3:1 | Carlos Mac Allister | 85' |

| 34' | Carlos Mac Allister |

| 3' | Fernando Navarro Montoya |

| Principal | Piero Ceccarini |

| 1     | POR   | Paco Buyo             |     |
| 3     | DEF   | Mikel Lasa            | 75' |
| 4     | DEF   | Rafael Alkorta        |     |
| 6     | DEF   | Fernando Hierro       |     |
| 2     | DEF   | Jesús Velasco         |     |
| 8     | MED   | Míchel González       |     |
| 5     | MED   | Luis Milla            |     |
| 10    | MED   | Robert Prosinečki     | 46' |
| 11    | MED   | Rafael Martín Vázquez |     |
| 7     | DEL   | Dani García           | 67' |
| 9     | DEL   | Iván Zamorano         |     |
| D. T. | D. T. | Vicente del Bosque    |     |

| 1     | POR   | Fernando Navarro Montoya |     |
| 3     | DEF   | Carlos Mac Allister      |     |
| 4     | DEF   | Diego Soñora             |     |
| 6     | DEF   | Carlos Moya              |     |
| 2     | DEF   | Juan Simón               |     |
| 10    | MED   | Alberto Márcico          |     |
| 5     | MED   | Raúl Peralta             |     |
| 8     | MED   | Julio Saldaña            |     |
| 11    | DEL   | Ivo Basay                | 70' |
| 9     | DEL   | Rubén Da Silva           | 58' |
| 7     | DEL   | Sergio Martínez          | 3'  |
| D. T. | D. T. | César Luis Menotti       |     |

| 15 | DEL | Sandro Sierra     | 46' |
| 17 | DEL | José Luis Morales | 67' |
| 14 | DEF | Nando Muñoz       | 75' |

| 12 | POR | Esteban Pogany | 3'  |
| 15 | DEL | Luis Carranza  | 58' |
| 16 | MED | Carlos Tapia   | 70' |

| 35' · 70' · 79' | Fernando Hierro José Luis Morales | 1:0 2:0 3:0 |

| 3:1 | Carlos Mac Allister | 85' |

| 34' | Carlos Mac Allister |

| 3' | Fernando Navarro Montoya |

| Principal | Piero Ceccarini |

### Vuelta
| 1     | POR   | Esteban Pogany       |     |
| 3     | DEF   | Rodolfo Arruabarrena |     |
| 4     | DEF   | Julio Saldaña        | 26' |
| 6     | DEF   | Raúl Noriega         |     |
| 2     | DEF   | Luis Medero          |     |
| 7     | MED   | Marcelo Tejera       |     |
| 5     | MED   | Alberto Naveda       |     |
| 10    | MED   | Carlos Tapia         |     |
| 8     | MED   | Alejandro Farías     |     |
| 11    | MED   | Rubén Da Silva       |     |
| 11    | DEL   | Luis Carranza        |     |
| D. T. | D. T. | César Luis Menotti   |     |

| 1     | POR   | Paco Buyo             |     |
| 2     | DEF   | Alberto Marcos        |     |
| 4     | DEF   | Nando Muñoz           |     |
| 6     | DEF   | Mikel Antía           |     |
| 2     | DEF   | Miguel Porlán Chendo  |     |
| 11    | MED   | Rafael Martín Vázquez | 86' |
| 10    | MED   | Robert Prosinečki     |     |
| 5     | MED   | Luis Milla            |     |
| 8     | MED   | Míchel González       |     |
| 7     | MED   | Jesús Velasco         |     |
| 9     | DEL   | Dani García           | 80' |
| D. T. | D. T. | Vicente del Bosque    |     |

| 13 | DEF | Carlos Moya | 26' |

| 16 | DEL | José Luis Morales | 80' |
| 14 | DEF | Luis Miguel Ramis | 86' |

| 40' · 73' | Rubén Da Silva Alberto Naveda | 1:0 2:0 |

| 2:1 | Luis Milla | 75' |

| Principal | Salvador Imperatore |

| 1     | POR   | Esteban Pogany       |     |
| 3     | DEF   | Rodolfo Arruabarrena |     |
| 4     | DEF   | Julio Saldaña        | 26' |
| 6     | DEF   | Raúl Noriega         |     |
| 2     | DEF   | Luis Medero          |     |
| 7     | MED   | Marcelo Tejera       |     |
| 5     | MED   | Alberto Naveda       |     |
| 10    | MED   | Carlos Tapia         |     |
| 8     | MED   | Alejandro Farías     |     |
| 11    | MED   | Rubén Da Silva       |     |
| 11    | DEL   | Luis Carranza        |     |
| D. T. | D. T. | César Luis Menotti   |     |

| 1     | POR   | Paco Buyo             |     |
| 2     | DEF   | Alberto Marcos        |     |
| 4     | DEF   | Nando Muñoz           |     |
| 6     | DEF   | Mikel Antía           |     |
| 2     | DEF   | Miguel Porlán Chendo  |     |
| 11    | MED   | Rafael Martín Vázquez | 86' |
| 10    | MED   | Robert Prosinečki     |     |
| 5     | MED   | Luis Milla            |     |
| 8     | MED   | Míchel González       |     |
| 7     | MED   | Jesús Velasco         |     |
| 9     | DEL   | Dani García           | 80' |
| D. T. | D. T. | Vicente del Bosque    |     |

| 13 | DEF | Carlos Moya | 26' |

| 16 | DEL | José Luis Morales | 80' |
| 14 | DEF | Luis Miguel Ramis | 86' |

| 40' · 73' | Rubén Da Silva Alberto Naveda | 1:0 2:0 |

| 2:1 | Luis Milla | 75' |

| Principal | Salvador Imperatore |

| 1     | POR   | Esteban Pogany       |     |
| 3     | DEF   | Rodolfo Arruabarrena |     |
| 4     | DEF   | Julio Saldaña        | 26' |
| 6     | DEF   | Raúl Noriega         |     |
| 2     | DEF   | Luis Medero          |     |
| 7     | MED   | Marcelo Tejera       |     |
| 5     | MED   | Alberto Naveda       |     |
| 10    | MED   | Carlos Tapia         |     |
| 8     | MED   | Alejandro Farías     |     |
| 11    | MED   | Rubén Da Silva       |     |
| 11    | DEL   | Luis Carranza        |     |
| D. T. | D. T. | César Luis Menotti   |     |

| 1     | POR   | Paco Buyo             |     |
| 2     | DEF   | Alberto Marcos        |     |
| 4     | DEF   | Nando Muñoz           |     |
| 6     | DEF   | Mikel Antía           |     |
| 2     | DEF   | Miguel Porlán Chendo  |     |
| 11    | MED   | Rafael Martín Vázquez | 86' |
| 10    | MED   | Robert Prosinečki     |     |
| 5     | MED   | Luis Milla            |     |
| 8     | MED   | Míchel González       |     |
| 7     | MED   | Jesús Velasco         |     |
| 9     | DEL   | Dani García           | 80' |
| D. T. | D. T. | Vicente del Bosque    |     |

| 13 | DEF | Carlos Moya | 26' |

| 16 | DEL | José Luis Morales | 80' |
| 14 | DEF | Luis Miguel Ramis | 86' |

| 40' · 73' | Rubén Da Silva Alberto Naveda | 1:0 2:0 |

| 2:1 | Luis Milla | 75' |

| Principal | Salvador Imperatore |

| 1     | POR   | Esteban Pogany       |     |
| 3     | DEF   | Rodolfo Arruabarrena |     |
| 4     | DEF   | Julio Saldaña        | 26' |
| 6     | DEF   | Raúl Noriega         |     |
| 2     | DEF   | Luis Medero          |     |
| 7     | MED   | Marcelo Tejera       |     |
| 5     | MED   | Alberto Naveda       |     |
| 10    | MED   | Carlos Tapia         |     |
| 8     | MED   | Alejandro Farías     |     |
| 11    | MED   | Rubén Da Silva       |     |
| 11    | DEL   | Luis Carranza        |     |
| D. T. | D. T. | César Luis Menotti   |     |

| 1     | POR   | Paco Buyo             |     |
| 2     | DEF   | Alberto Marcos        |     |
| 4     | DEF   | Nando Muñoz           |     |
| 6     | DEF   | Mikel Antía           |     |
| 2     | DEF   | Miguel Porlán Chendo  |     |
| 11    | MED   | Rafael Martín Vázquez | 86' |
| 10    | MED   | Robert Prosinečki     |     |
| 5     | MED   | Luis Milla            |     |
| 8     | MED   | Míchel González       |     |
| 7     | MED   | Jesús Velasco         |     |
| 9     | DEL   | Dani García           | 80' |
| D. T. | D. T. | Vicente del Bosque    |     |

| 13 | DEF | Carlos Moya | 26' |

| 16 | DEL | José Luis Morales | 80' |
| 14 | DEF | Luis Miguel Ramis | 86' |

| 40' · 73' | Rubén Da Silva Alberto Naveda | 1:0 2:0 |

| 2:1 | Luis Milla | 75' |

| Principal | Salvador Imperatore |

|                                                |
| Bandera de Argentina                           |
| Campeón Club Atletico Boca Juniors 1.er título |

## Estadísticas

### Máximos goleadores y asistentes
El español José Luis Morales se convirtió en el máximo goleador del torneo al anotar dos goles en sendos partidos, con un promedio de uno por partido, seguido de cinco jugadores, todos con un gol.
Cabe destacar a su compatriota Luis Milla por ser el autor del gol decisivo que resolvió la final.

Nota: Nombres y banderas de equipos en la época.
| Pos. | Goleadores          | G. | Part. | Prom. |  | Club               |
| ---- | ------------------- | -- | ----- | ----- |  | ------------------ |
| 1    | José Luis Morales   | 2  | 2     | 1.00  |  | Real Madrid C. F.  |
| 2    | Fernando Hierro     | 1  | 1     | 1.00  |  | Real Madrid C. F.  |
| 3    | Carlos Mac Allister | 1  | 1     | 1.00  |  | C. A. Boca Juniors |
| 4    | Alberto Naveda      | 1  | 1     | 1.00  |  | C. A. Boca Juniors |
| 5    | Rubén Da Silva      | 1  | 2     | 0.50  |  | C. A. Boca Juniors |
| 6    | Luis Milla          | 1  | 2     | 0.50  |  | Real Madrid C. F.  |

| Pos. | Asistentes      | Asist. | Part. | Prom. |  | Club               |
| ---- | --------------- | ------ | ----- | ----- |  | ------------------ |
| 1    | Míchel González | 3      | 2     | 1.50  |  | Real Madrid C. F.  |
| 2    | Carlos Tapia    | 2      | 2     | 1.00  |  | C. A. Boca Juniors |
| 3    | Jesús Velasco   | 1      | 2     | 0.50  |  | Real Madrid C. F.  |
| 4    | Rubén Da Silva  | 1      | 2     | 0.50  |  | C. A. Boca Juniors |